# Lance-missiles
Pour les articles homonymes, voir missile (homonymie).

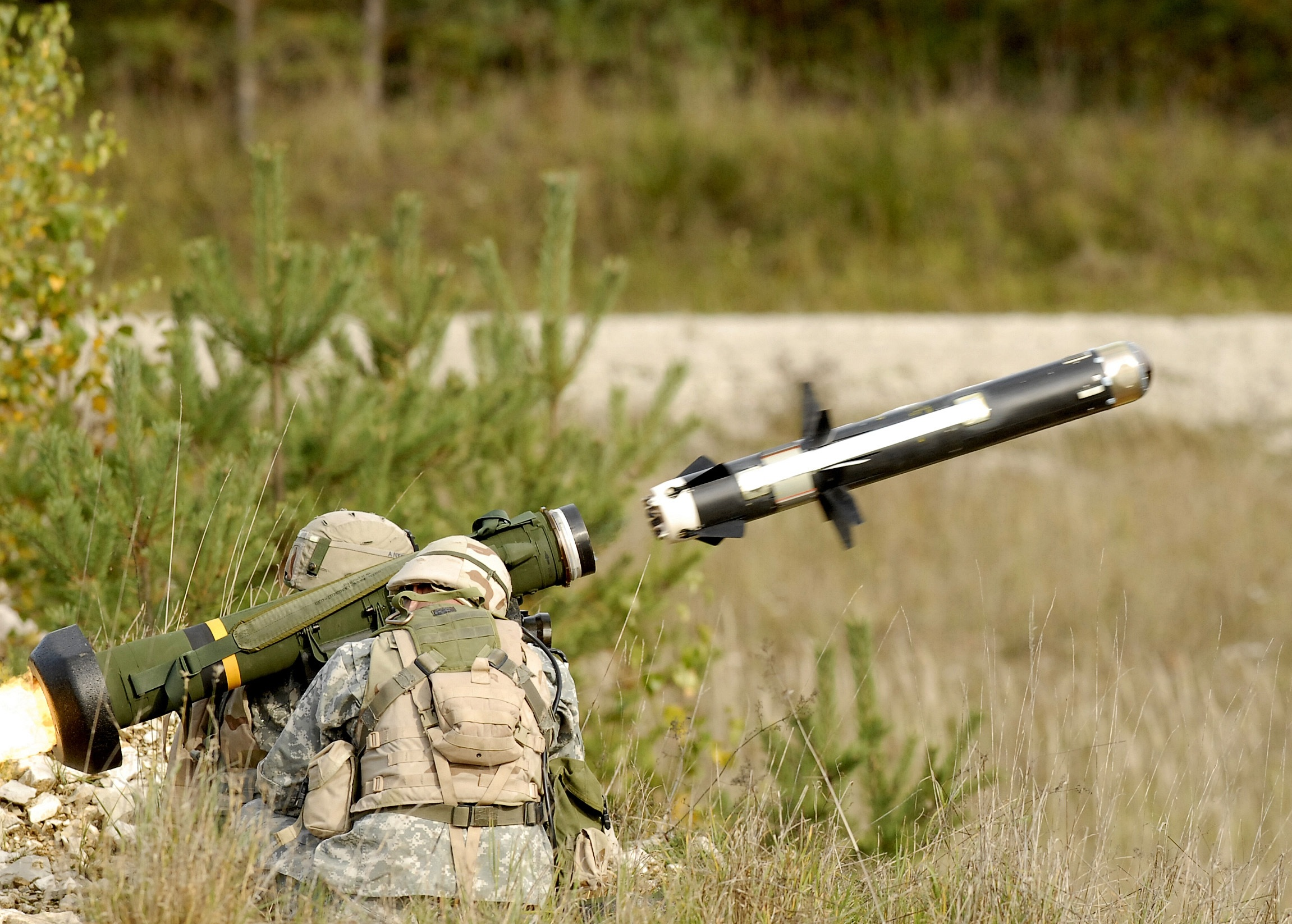
Soldats tirant un missile antichar FGM-148 Javelin.

Un lance-missiles est un dispositif conçu pour permettre le lancement de missiles.
Contrairement à la terminologie anglaise, il ne comprend plus les roquettes (non guidées) et il ne faut pas les confondre avec les canons sans recul.

## Description
Le terme peut se rapporter à :
- Différents systèmes portables ou sur affûts de lutte contre les blindés comme le FGM-148 Javelin ou anti-aériens comme les SATCP.

- un transporteur de lanceur, un véhicule muni d'un système autonome de propulsion, capable de transporter, mettre en batterie et lancer un ou plusieurs missiles. Ces missiles sont de trop grande taille pour être portés à la main (exemple : missile Kniim).

- un pas de tir, l'aire et les installations d'où décollent les missiles balistiques et les vaisseaux spatiaux.